# Сахель (область Буркіна-Фасо)
Сахель (фр. Sahel) — область на півночі Буркіна-Фасо.
- Адміністративний центр — місто Дорі.
- Площа — 36 130 км², населення — 808 928 чоловік (2006).

Чинний губернатор — Біла Діпама.

## Географія
На південному сході межує з Східною областю, на півдні з Північно-Центральною областю, на південному заході з Північною областю, на північному заході з Малі, на північному сході з Нігером.
Територія області знаходиться в сахельській зоні, з жарким тропічним кліматом і рідкісними опадами. Ландшафт Сахеля — суха савана з рідкісною рослинністю, на крайній півночі області переходить в напівпустелю. Значна частина цієї території включена в природоохоронний резерват Резерв Сільва-пастораль є партіель де фаун ду Сахель.

## Населення
Область населяють туареги, фульбе і белла.

## Адміністративний поділ
В адміністративному відношенні область розділена на 4 провінції, які в свою чергу діляться на 26 департаментів:
| № | Провінція | Адм. центр  | Населення, чол. (2006) |
| - | --------- | ----------- | ---------------------- |
| 1 | Удалан    | Гором-Гором | 197240                 |
| 2 | Сено      | Дорі        | 264815                 |
| 3 | Сум       | Джибо       | 348341                 |
| 4 | Яга       | Себба       | 159485                 |

## Економіка
Основним заняттям місцевого населення є сільське господарство, переважно скотарство. Туареги відомі також як вправні ремісники.